# Aya von Mons

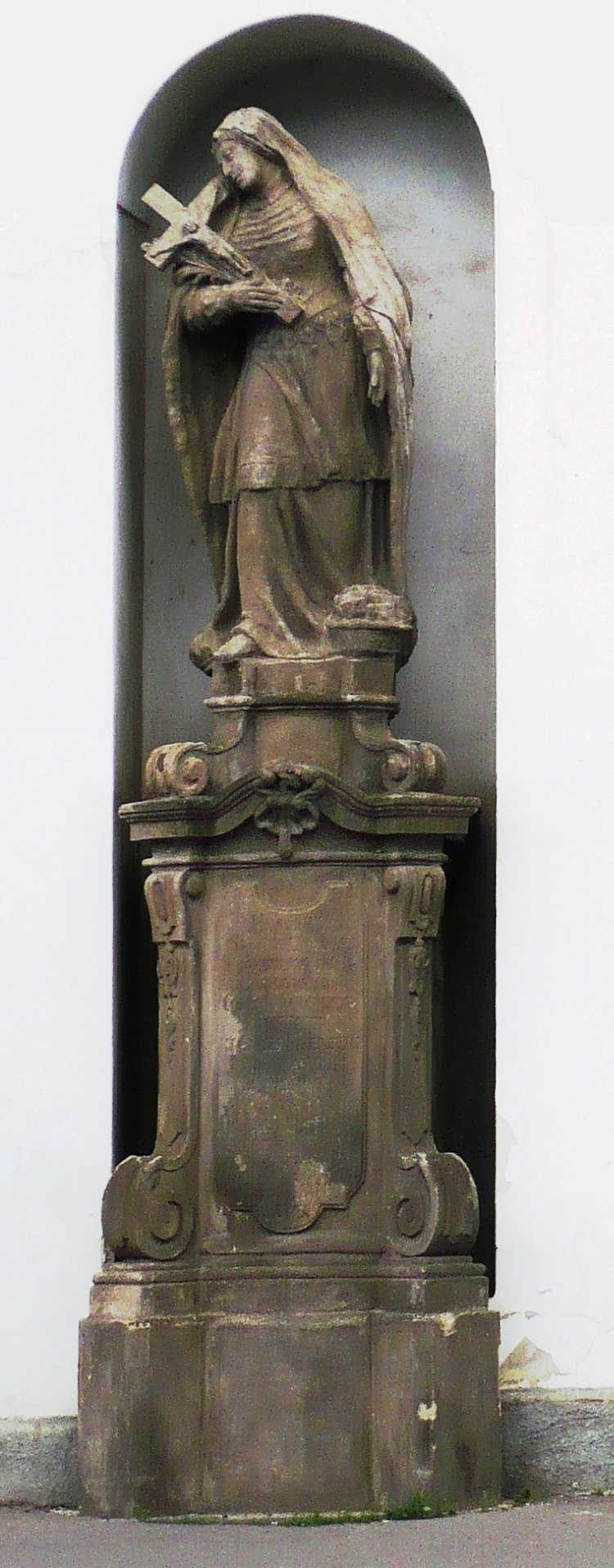
Statue der heiligen Aya von Mons; vom Bildhauer Ignaz Franz Platzer von 1770/1771 in Smíchov (einem Stadtteil von Prag)

Aya von Mons, auch Aia, Aye, Agia, Austregildis oder Austregilda, († 18. April um 707 oder 708 oder 709 oder 714 in Mons) war Gräfin aus dem Hennegau, später möglicherweise Nonne oder sogar Äbtissin im Kloster Mons.
Aya von Mons wird in der römisch-katholischen  Kirche als Heilige verehrt, ihr Gedenktag ist der 18. April.
Sie wird oft mit der heiligen Austregildis († um 670 in Mons), der Mutter des heiligen Lupus von Sens (573–623), verwechselt.
Sie ist auch nicht mit Austregilde (Austregildis, Austerchild, Austrechilde auch Bobilla, Bobile; 548–580) zu verwechseln, der dritten Frau des Frankenkönigs Guntram I. (um 532–592) aus dem Geschlecht der Merowinger.

## Leben
Aya war die Tochter von Brunulph, einem Grafen aus den Ardennen, und von Vraie oder Vraye (Freya), der Tochter des Herrn oder Grafen von Boulogne-sur-Mer.
Ihre Eltern verheirateten sie mit Hidulf von Lobbes (oder Hidulf von Hennegau), der ebenfalls als Heiliger verehrt wird.
Nach vielen Jahren der Ehe trennten sich Aya und Hidulf, um sich ganz Gott zu widmen. Hidulf trat in die Abtei von Lobbes ein und seine Frau nahm den Schleier in dem Kloster, das von Waltraud in Castrilocus gegründet worden war und um das später die Stadt Mons entstand. Es ist jedoch nicht sicher, ob sie die Nachfolge der heiligen Waltraud als Äbtissin antrat. 
Aya ist verwandt mit den heiligen Schwestern Waltraud von Mons und Aldegundis.
Nach dem Tod ihres Mannes schenkte sie ihren gesamten Besitz dem von der heiligen Waltraud gegründeten Kloster.
Über Aya ist sonst wenig bekannt, es gibt aber eine Reihe von Legenden über sie.

## Sancta Aja – Patrona causarum desperatarum (Patronin in verzweifelten Rechtsfällen)

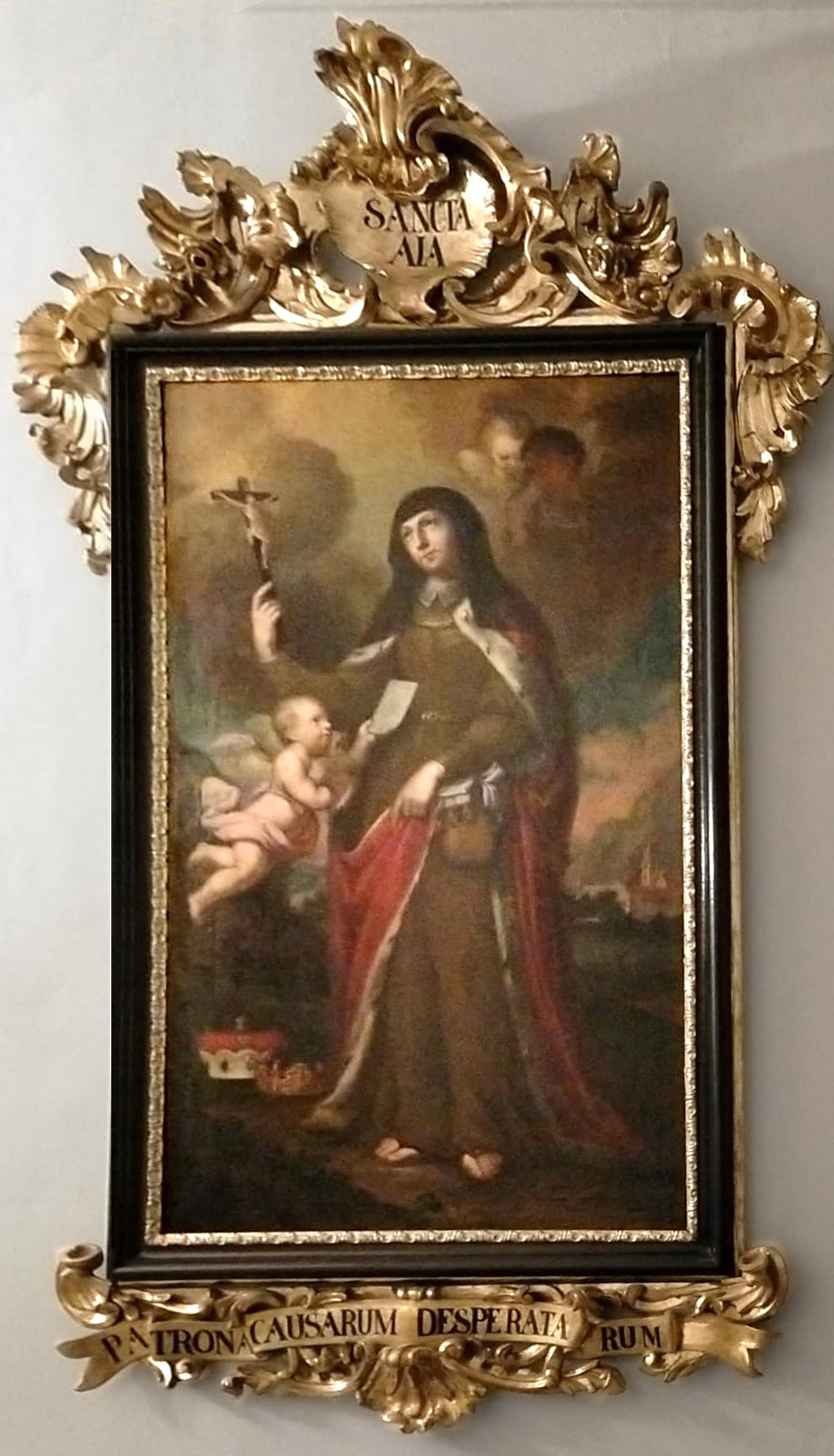
Bild der heiligen Aya von Mons; vom Barockmaler Philipp Carl Laubmann von 1755 im Grazer Dom

Sie gilt als Patronin in Rechtsstreitigkeiten, da sie nach ihrem Tod einen Rechtsstreit ihrer Erben mit dem Kloster von Mons entschieden haben soll, indem sie aus dem Grab heraus sprach.
Neben den beiden Heiligen Stanislaus von Krakau und Ivo Hélory gilt auch Aya als Prozesspatronin. Sie werden angerufen um Hilfe und Beistand in Rechtsangelegenheiten oder gerichtlichen Auseinandersetzungen.
Domicella Margarita de Jausse, selbst Äbtissin in Mons, schrieb ab 1671 alle Wundererzählungen über Aya auf. Eine besagt, dass ein Bürger von Mons ein wichtiges Dokument (Vertrag, Testament o. ä.) nicht mehr finden konnte – es war verloren oder verlegt. Er beschloss in seiner Not, acht Messen zu Ayas Ehren zu stiften, und fand die Schriftstücke wieder an einem Ort, an den sie nur durch ein Wunder gelangt sein konnten.
Ayas ikonografische Attribute sind ein Korb oder Beutel mit Papieren und Dokumenten und ein Kreuz, das sie in der rechten Hand hält.